# A ritrovar bellezza
A ritrovar bellezza è il secondo album in studio del cantautore italiano Diodato, pubblicato il 27 ottobre 2014.

## Descrizione
Prodotto nuovamente da Daniele "ilmafio" Tortora, l'album è un omaggio di Diodato verso gli artisti della musica italiana degli anni sessanta, rivisitando dieci brani. Nella produzione e nella riscrittura, oltre alla band che l'ha accompagnato nell'album di debutto E forse sono pazzo, Diodato ha avuto al suo fianco anche il quartetto d'archi GnuQuartet e il violinista degli Afterhours Rodrigo D'Erasmo, che ha curato gli arrangiamenti degli archi di Eternità, Senza fine, Non arrossire e La voce del silenzio, presentata a Sanremo nel 1967 dal duo Dionne Warwick e Tony Del Monaco.

## Promozione
Il 17 ottobre 2017 è stato pubblicato come primo singolo Eternità, ottava traccia del disco. Come spiegato dallo stesso Diodato «È un brano de I Camaleonti che ho scoperto grazie ad un film di Paolo Virzì, La prima cosa bella. Sin dal primo ascolto ho pensato che mi sarebbe piaciuto realizzarne una mia versione e questo disco è stata l'occasione giusta per farlo».
Nel 2015 è uscito il videoclip del brano Piove, originariamente realizzata da Domenico Modugno e presentata al Festival di Sanremo 1959.

## Tracce
1. Ritornerai (Bruno Lauzi)
2. Piove (testo: Domenico Modugno, Dino Verde – musica: Domenico Modugno)
3. Il cielo (testo: Sergio Bardotti, Gianfranco Baldazzi – musica: Gian Franco Reverberi, Lucio Dalla)
4. Se stasera sono qui (testo: Mogol – musica: Luigi Tenco)
5. La voce del silenzio (con Manuel Agnelli) (testo: Mogol, Paolo Limiti – musica: Elio Isola)
6. Canzone per te (testo: Sergio Endrigo, Sergio Bardotti – musica: Sergio Endrigo, Luis Bacalov)
7. Non arrossire (testo: Mogol, Maria Monti – musica: Daniele Pennati, Giorgio Gaber)
8. Eternità (testo: Giancarlo Bigazzi – musica: Claudio Cavallaro)
9. Arrivederci (con Roy Paci e Velvet Brass) (testo: Giorgio Calabrese – musica: Umberto Bindi)
10. Senza fine (Gino Paoli)